# Söderhamns FF
Der Söderhamns FF ist ein schwedischer Fußballverein in Söderhamn. Der Klub entstand 1986, als sich die Fußballabteilung des ehemaligen Zweitligisten Söderhamns IF vom Verein löste.

## Geschichte
Söderhamns IF wurde 1896 als Fußball-, Ski- und Leichtathletikverein gegründet.
Die Fußballmannschaft stieg 1931 in die dritte Liga auf und verpasste den direkten Durchmarsch in die Zweitklassigkeit lediglich aufgrund des schlechteren Torverhältnisses gegenüber Brynäs IF. In den folgenden Jahren etablierte sich die Mannschaft im vorderen Bereich der Liga und erreichte 1936 die Aufstiegsplayoffs, in denen sie an IFK Grängesberg scheiterte. Anschließend rutschte sie ins Mittelfeld ab und stieg 1940 zusammen mit GIF Sundsvall aus der dritten Liga ab. Nach dem Wiederaufstieg hielt sich die Mannschaft bis Mitte der 1940er Jahre in der Liga, ehe sie erneut abstieg.
1954 gelang der Fußballmannschaft des Söderhamns IF der Wiederaufstieg, musste aber zwei Jahre später erneut absteigen. Wiederum zwei Jahre später meldete sich der Klub als Staffelsieger in der Drittklassigkeit zurück und konnte sich direkt im vorderen Bereich festsetzen. 1961 wurde er Staffelsieger in der Division 3 Södra Norrland und stieg in die zweite Liga auf. In der Division 2 Norrland belegte die Mannschaft den sechsten Platz und ließ Gimonäs CK, Bodens BK, IFK Kalix und Skellefteå IF hinter sich. Auch im folgenden Jahr gelang vor Gimonäs CK, Bollnäs GIF und Norsjö IF der Klassenerhalt, ehe die Mannschaft in ihrem dritten Jahr zusammen mit IFK Luleå einer der nunmehr zwei Absteiger war.
Die Fußballmannschaft des Söderhamns IF schaffte auf Anhieb den Staffelsieg. In der anschließenden Aufstiegsrunde scheiterte die Elf jedoch an Domsjö IF. In den folgenden Jahren konnte sie nicht an die Erfolge anknüpfen, stieg 1971 in die Viert- und 1978 in die Fünftklassigkeit ab. Nach dem direkten Wiederaufstieg etablierte sich die Mannschaft im vorderen Ligabereich. 1983 kehrte sie kurzzeitig in die dritte Liga zurück, musste aber direkt wieder absteigen. 
Im Januar 1986 spaltete sich die Fußballabteilung vom Gesamtverein und gab sich als eigenständigem Verein den Namen „Söderhamns FF“. Bis 1989 spielte der Klub im vierten Liganiveau, ehe er in den folgenden Jahren zwischen vierter und fünfter Liga pendelte. 1996 belegte die Mannschaft als Aufsteiger den zweiten Platz der viertklassigen Divisison 3 Södra Norrland, scheiterte jedoch in den Aufstiegsspielen. Im folgenden Jahr gelang als Staffelsieger die Rückkehr in die dritte Liga. Nach einem Mittelfeldplatz im ersten Jahr belegte der Verein 1999 einen Abstiegsplatz, schaffte aber den direkten Wiederaufstieg. 2002 stieg die Mannschaft erneut ab. Im Folgejahr gelang als Staffelzweiter der Einzug in die Aufstiegsrunde, hier scheiterte die Mannschaft an Tyresö FF. 2005 wurde der Klub Opfer eine Ligareform und stieg als Tabellenfünfter in die Fünftklassigkeit ab. Nach dem Wiederaufstieg 2007 stieg die Mannschaft 2009 als Tabellenletzter wieder aus der Division 2 ab.